# Marie Pérennou
Marie Pérennou, née en 1946, est une réalisatrice, scénariste, directrice de la photographie et   photographe française.

## Biographie
Marie Pérennou est biologiste de formation.

## Filmographie en collaboration avecClaude Nuridsany
- 1996 : Microcosmos : Le Peuple de l'herbe
- 2004 : Genesis
- 2011 : La Clé des Champs

## Distinctions
- 1976 : Prix Niépce, avec Claude Nuridsany et Eddie Kuligowski.
- 1992 : Prix Spécial de la Fondation Gan pour le Cinéma, avec Claude Nuridsany, pour Microcosmos
- 1996 : Au Festival de Cannes, elle a remporté le Grand Prix pour Microcosmos
- 1997 : Au César du cinéma, elle a remporté le César de la meilleure photographie pour Microcosmos
- 1997 : Au César du cinéma, elle a été nommée au César de la meilleure première œuvre pour Microcosmos

## Publications
- Claude Nuridsany, Photographier la nature : de la loupe au microscope : texte et photographies, Paris, Hachette, 1975 (ISBN 978-2-01-001009-5)
- Insecte, Éditions La Noria, 1980
- La Planète des insectes, Éditions Arthaud, 1983
- Microcosmos, le peuple de l'herbe, Éditions de La Martinière, 1996
- Claude Nuridsany, La Métamorphose des fleurs, Paris, Editions de la Martinière, 1997 (ISBN 978-2-7324-2351-7)